# 2020年7月亞美尼亞—阿塞拜疆武裝衝突
2020年7月亞美尼亞－阿塞拜疆武裝衝突，或慣常被亞美尼亞人称为塔沃什冲突 （亞美尼亞語發音：[tɑvuʃiˈ bɑχumnɛˈɹə])，被亞塞拜彊人稱為塔烏茲冲突 ，或七月冲突 (亞美尼亞語： 亞美尼亞語發音：[hulisjɑˈn bɑχumnɛˈɹ])，是亚美尼亚武装力量和阿塞拜疆武裝力量間始於2020年7月12日的武裝衝突事件。最初的衝突發生在亞美尼亞塔武什州的Movses附近以及亞美尼亞－阿塞拜疆邊界的阿塞拜疆塔烏茲區的Ağdam。
衝突於7月13日開始，一直持續到7月16日，造成至少16名軍事人員和1名平民傷亡。阿塞拜疆的軍事人員傷亡包括一名少將、一名上校和兩名少校。亞美尼亞政府公告，在一場小規模衝突中，一名少校、一名上尉和兩名中士喪生。